# Ernetschwil
Ernetschwil är en ort i kommunen Gommiswald i kantonen Sankt Gallen, Schweiz. Orten var före den 1 januari 2013 en egen kommun, men inkorporerades då tillsammans med Rieden in i kommunen Gommiswald.
Den tidigare kommunen omfattade även orterna Gebertingen och Ricken.